# Lubiechnia Mała (przystanek kolejowy)
Lubiechnia Mała – przystanek kolejowy w Lubiechni Małej, w województwie lubuskim, w Polsce.